# 가브리엘 오베르탕
가브리엘 앙투안 오베르탕(Gabriel Antoine Obertan, 1989년 2월 26일 ~ )은 프랑스의 축구 선수로 현재 미국 USL 리그 1의 샬럿 인디펜던스에서 윙어로 활약하고 있다.

## 수상 경력
지롱댕 드 보르도
- 트로페 데 샹피옹: 2008

맨체스터 유나이티드
- 프리미어리그: 2010-11
- 리그 컵: 2009-10
- FA 커뮤니티 실드: 2010